# Sanja Knežević
Sanja Knežević (Rijeka, 1981.), hrvatska je književnica i kroatistica.

## Životopis
Rodila se je u Rijeci 1981. godine. U rodnom je gradu završila osnovnu školu. Srednju školu je također pohađala u Rijeci: salezijansku klasičnu gimnaziju. Studirala je u Zadru, gdje je diplomirala hrvatski jezik i književnost na Odjelu za kroatistiku i slavistiku. Od 2007. radi na istom fakultetu kao asistentica na novijoj hrvatskoj književnosti. Trenutno je na doktorskom studiju hrvatske kulture na zagrebačkom Filozofskom fakultetu.
Dok je studirala, uređivala je kulturnu rubriku u tjednom listu Zadarskom regionalu.

## Djela
- Na tragu riječi, knjiga odabranih razgovora o književnosti
- San o Picassu, zbirka pjesama

Autorica je dviju stručnih knjiga.

## Nagrade i priznanja
- 1. nagrada za pjesmu na 3. Susretu hrvatskoga duhovnoga književnoga stvaralaštva Stjepan Kranjčić za pjesmu Prvi susret[1]